# Ewa Toczek
Ewa Toczek (ur. 1943) – historyk polski, autorka dwóch książek popularnonaukowych o historii Indii. Absolwentka Wydziału Historii Uniwersytetu Warszawskiego. Doktorat w Instytucie Historii PAN (1976) z dziejów Indii XIX i XX wieku. Zajmuje się historią społeczną i polityczną Azji Południowej, ze szczególnym uwzględnieniem struktur społecznych i narodowych oraz ruchów religijnych i niepodległościowych. Pracowała na stanowisku adiunkta w Zespole Dziejów Azji i Afryki Północnej Instytutu Historii PAN.

## Publikacje
- Władza i społeczeństwo w kolonialnych Indiach. Indyjski Kongres Ogólnokrajowy 1895-1920, Ossolineum 1977
- Być muzułmaninem w Indiach, Ossolineum 1984